# San Agustín (Córdova)
San Agustín é um município da província de Córdova, na Argentina.